# Plaza de los Fueros (Vitoria)
La plaza de los Fueros (en euskera Foru plaza) es una plaza de forma triangular situada en el Ensanche de Vitoria, la capital de Álava (País Vasco). Fue construida en 1979 por el arquitecto Luis Peña Ganchegui, en colaboración con Eduardo Chillida, Luis Carlos Roda, Roberto Fernández y Emilio Truchuelo.
Está delimitada por las calles Fueros, Independencia y Postas.

## Historia
La Plaza de los Fueros ocupa el espacio de la antigua plaza de abastos de Vitoria, que era un edificio modernista construido el año 1899 y cerrado en el año 1974.
A iniciativa de la Diputación de Álava, se celebra el 21 de julio de 1976 una sesión extraordinaria de las Juntas Generales de Álava que cuenta con la asistencia del ayuntamiento de Vitoria. Allí se acuerda elevar un monumento conmemorativo a los fueros, al cumplirse los 100 años de la Ley del 21 de julio de 1876. La propia Diputación de Álava encarga el proyecto a Eduardo Chillida y a Luis Peña Ganchegui.
Desde su publicación, el proyecto genera opiniones encontradas entre los vitorianos que lo defienden y quienes se manifiestan en contra. Las cartas al director en los periódicos, las recogidas de firmas, carteles, pegatinas y demás, reflejan la polarización del momento.
En octubre de 1977 se inician las obras de la plaza. Tras diversas protestas, se paralizan hasta abril de 1978, cuando se reinicia el movimiento de tierras. No sería la única paralización ya que se repite de nuevo en agosto de 1980. Se fue abriendo por etapas desde 1981, y finalmente recepcionada y abierta totalmente al público a principios de 1982.
Durante el año 2010 se lleva a cabo una reforma en profundidad de la plaza con los casi 950 000 euros procedentes de la segunda edición del Plan E. Entre otras acciones, se eleva la cota del suelo de la plaza, se restaura la escultura en homenaje a los fueros vascos y se mejora la iluminación.

### Evolución del nombre de la plaza
Existe primera constancia escrita de que esta zona se denominaba originalmente, «Portal o Barrio de Barreras, y también Calle de Postas». El 30 de diciembre de 1857 según acuerdo municipal, se decidió que la plaza se llamara «Plaza del Príncipe», para honrar el nacimiento del nuevo Príncipe de Asturias, Alfonso XII. El 2 de octubre de 1868, con motivo del cambio de gobierno y el triunfo de la Gloriosa, se le otorgó el nombre de «Plaza de la Independencia».
A finales del siglo XIX se terminó de construir el edificio de la «Plaza de Abastos» y permaneció así durante más de 70 años, desde el 31 de diciembre de 1899 hasta el 10 de enero de 1975. El derribo del edificio ese mismo año, dio lugar al solar que posteriormente se convirtió en la actual Plaza de los Fueros.

## Arquitectura
La Plaza de los Fueros abarca una superficie de 8000 metros cuadrados sobre un área triangular. Está construida en granito rosa de Porriño, y toma su coloración rosácea de los feldespatos en su composición. Consta de un anfiteatro con graderío, un frontón, bolera alavesa y probadero para el arrastre de bueyes, creando un entorno arquitectónico de plaza-monumento en homenaje a los deportes y juegos populares vascos.
La plaza-monumento queda cerrada por un espacio laberíntico que dibuja la silueta del mapa de Álava y que cobija la escultura «Homenaje a los Fueros» de Chillida, de cuatro mil kilos de peso y dos metros de altura. La escultura está construida en acero reco, de bajo carbono, similar al acero corten de patente americana, lo que le permite fraguar sus formas curvilíneas. Esta pieza-escultura actúa a modo de firma del conjunto plaza-monumento.

## Usos
La Plaza de los Fueros se utiliza sobre todo durante las fiestas de La Blanca, que tienen lugar en agosto. La plaza se utiliza durante esos días para muchas actividades de ocio, como por ejemplo conciertos. También se celebran competiciones de  herri kirolak (deportes rurales vascos).

## Galería

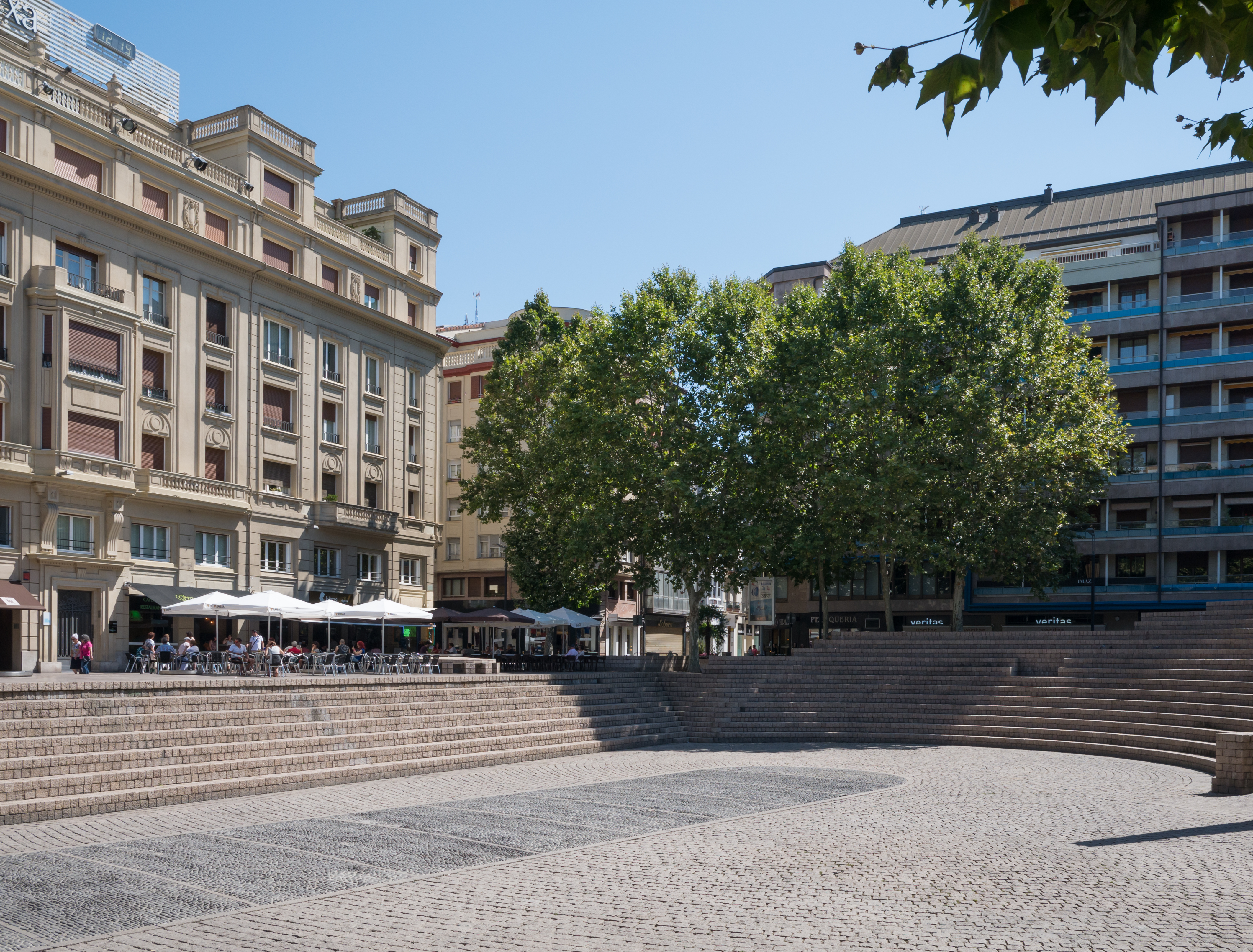
Plaza de los Fueros.
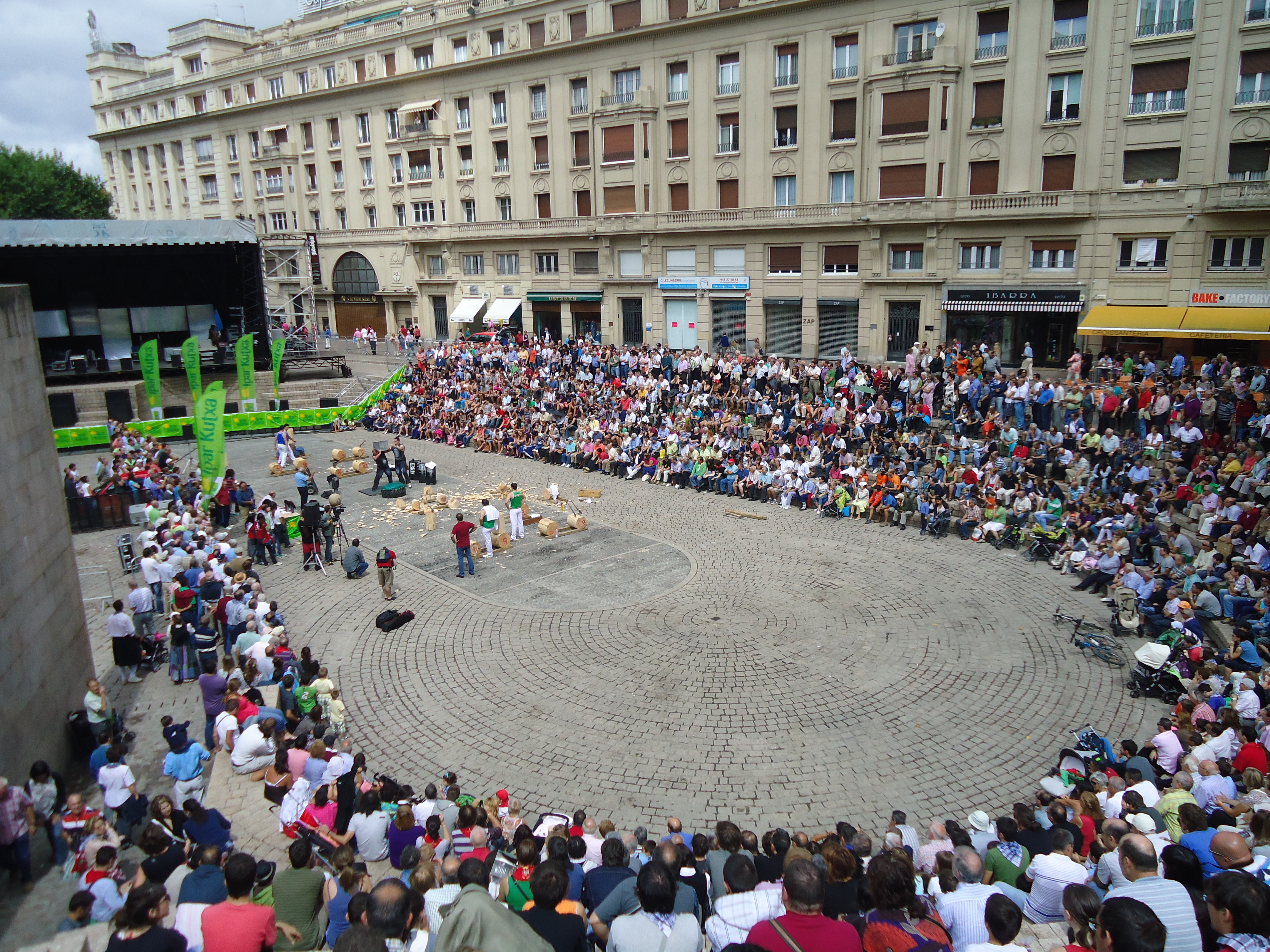
Competición de herri kirolak en la Plaza de los Fueros.